# Avenida Senador Lemos
A Avenida Senador Lemos é uma importante via de locomoção terrestre no município brasileiro de Belém (estado do Pará), que transpassa por bairros como Umarizal e Sacramenta. Onde o mais importante ponto de referência deste logradouro é o Aeroporto Júlio César. Batizada com esta nomenclatura em 1943 em homenagem ao político maranhense Antônio José de Lemos (1843-1913).

## História
A via já possuiu outras denominações, como: Estrada da Olaria, Estrada de São João e, Avenida Primeiro de Maio. Em dezembro de 1943, foi batizada Avenida Senador Lemos, pelo então prefeito Otavio Meira, em homenagem ao político Antônio José de Lemos, ex-intendente da capital paraense no período de 1897 à 1911.

## Patrimônio histórico municipal
A avenida Senador Lemos possui um conjunto arquitetônico tombado como patrimônio histórico em nível municipal, formado pelas seguintes residências no bairro Umarizal: nº 465, 475, 483 e 493.

## Tombamentos municipais
Relação de imoveis tombados no município de Belém e distritos pela Fundação Cultural do Município de Belém (Lei 7709/1994):
- Antiga usina de lixo - bairro Cremação;
- Antiga Chácara Bem-Bom - bairro Marco;
- Bosque Rodrigues Alves;
- Centro Histórico de Belém;
- Cemitério da Soledade - bairro Batista Campos;
- Biblioteca Pública Chalé Tavares Cardoso - distrito Icoaraci;
- Companhia de Desenvolvimento e Administração da Área Metropolitana de Belém (CODEM) - bairro Nazaré;
- Conjunto Arquitetônico da Avenida Senador Lemos, nº 465, 475, 483 e 493 - bairro Umarizal; (Obs.)
- Escola Benvinda de França Messias - bairro São Brás;
- Horto Municipal e Chalé da Praça Milton Trindade - bairro Batista Campos;
- Mercado de São Brás - bairro São Brás;
- Palacete Bolonha - bairro Nazaré;
- Residência Bittencourt - bairro Marco;
- Universidade Federal Rural da Amazônia (UFRA) - bairro Montese.

Obs. O Conjunto Arquitetônico da Avenida Senador Lemos, nº 465, 475, 483 e 493 foi indicado como destombado em lista adquirida junto ao Departamento de Patrimônio Histórido da cidade de Belém, no início do ano de 2023.